# رينيه فرنسيسكو
رينيه فرنسيسكو هو رسام كوبي، ولد في 1960 في هولغوين في كوبا.